# Iglesia de San Antonio (Lisboa)
La iglesia de San Antonio de Lisboa (en portugués: Igreja de Santo António de Lisboa) es una iglesia católica ubicada en Lisboa, Portugal. Está dedicado a San Antonio de Lisboa (también conocido en el mundo cristiano como San Antonio de Padua). Según la tradición, fue construida en el lugar donde nació el santo, en 1195. Está clasificada como Monumento Nacional.

## Historia
Fernando de Bulhões (conocido como San Antonio) nació en Lisboa en 1195, hijo de una familia adinerada. En 1220, mientras estudiaba en Coimbra, ingresó en la Orden Franciscana, adoptando el nombre de António . Sus viajes misioneros lo llevarían a Italia, donde se instaló en Padua. Debido a su inmensa popularidad, fue canonizado menos de un año después de su muerte, en 1232.
El solar de la casa familiar donde nació, situado muy cerca de la catedral de Lisboa, fue reconvertido en una pequeña capilla en el siglo XV. Este antiguo edificio, del que no queda nada, fue reconstruido a principios del siglo XVI, durante el reinado del rey Manuel I. El Senado de Lisboa estaba ubicado en una casa al lado de la capilla. En el siglo XVI se fundó una hermandad religiosa (Irmandade de Santo António) dedicada al santo.
En 1730, bajo el reinado de Juan V, la iglesia fue reconstruida y redecorada. En el terremoto de Lisboa de 1755, fue destruida y solo quedó en pie la capilla principal. Fue completamente reconstruida después de 1767 con un diseño barroco-rococó por el arquitecto Mateus Vicente de Oliveira. Esta es la iglesia que se puede visitar hoy.
Desde 1755, una procesión sale de la iglesia cada 13 de junio, pasa por la catedral de Lisboa y recorre las pistas del barrio de Alfama, que se encuentra cerca. El 13 de junio es el día de San Antonio y es una de las "Fiestas populares de los santos" que celebra Lisboa. Durante la mañana se entrega pan especial a las mujeres mayores de cada familia.
El 12 de mayo de 1982, el papa Juan Pablo II visitó la iglesia. Inauguró una estatua de San Antonio (del escultor Soares Branco) en la plaza frente a la iglesia y rezó en la cripta, que marca el lugar donde nació el santo.

## Galería de imágenes

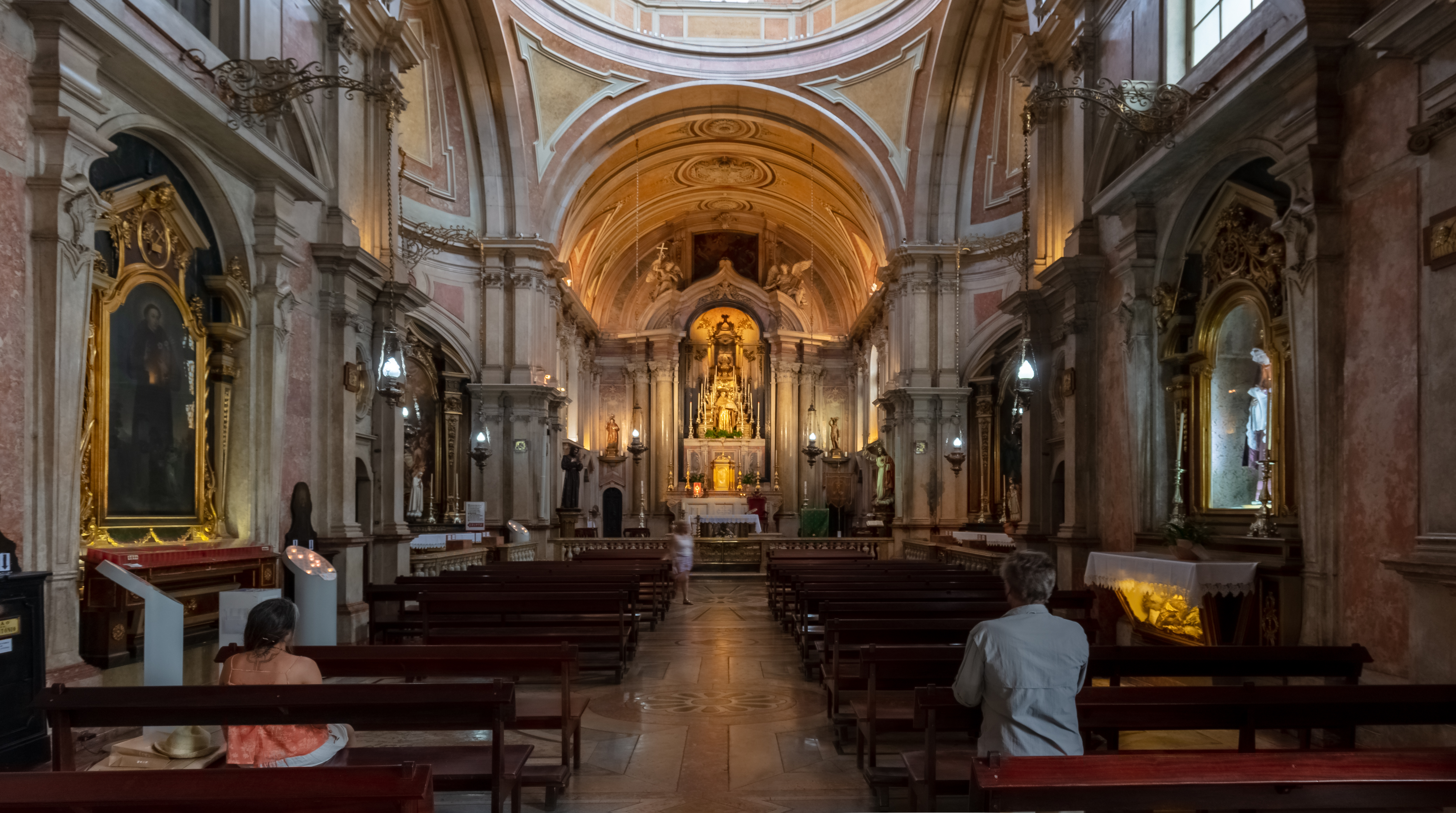
Vista del interior.
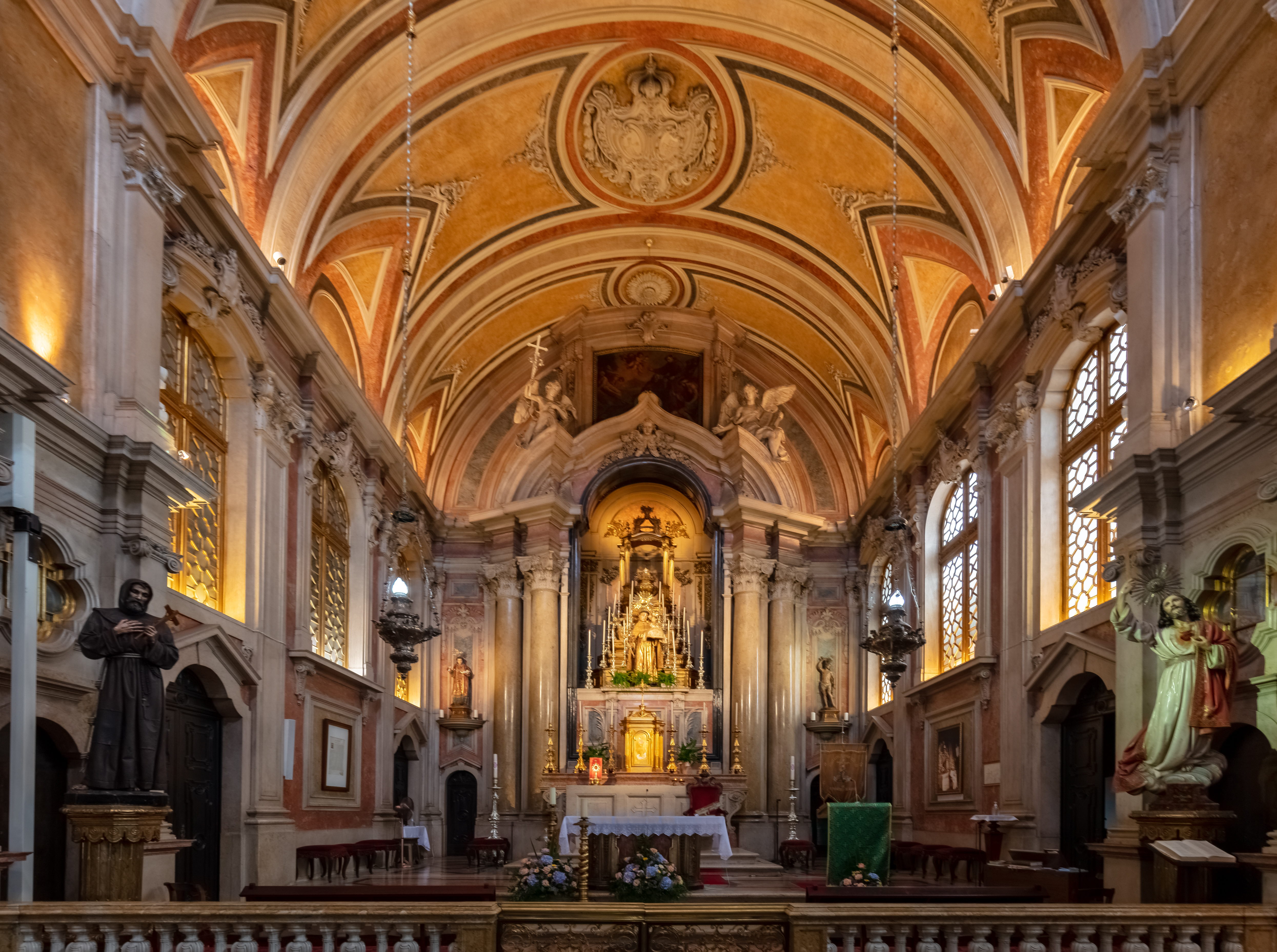
Altar.
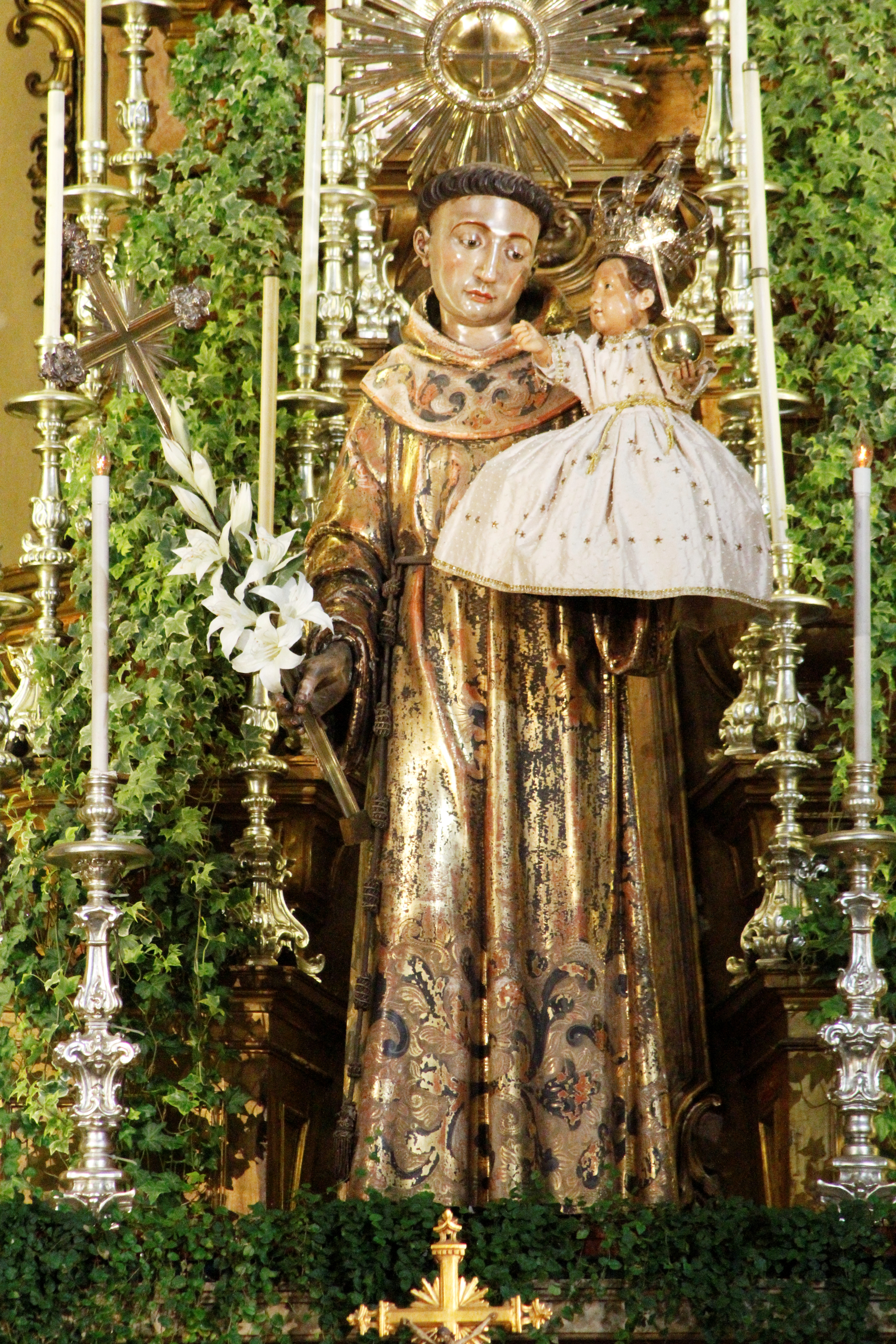
Imagen del santo.
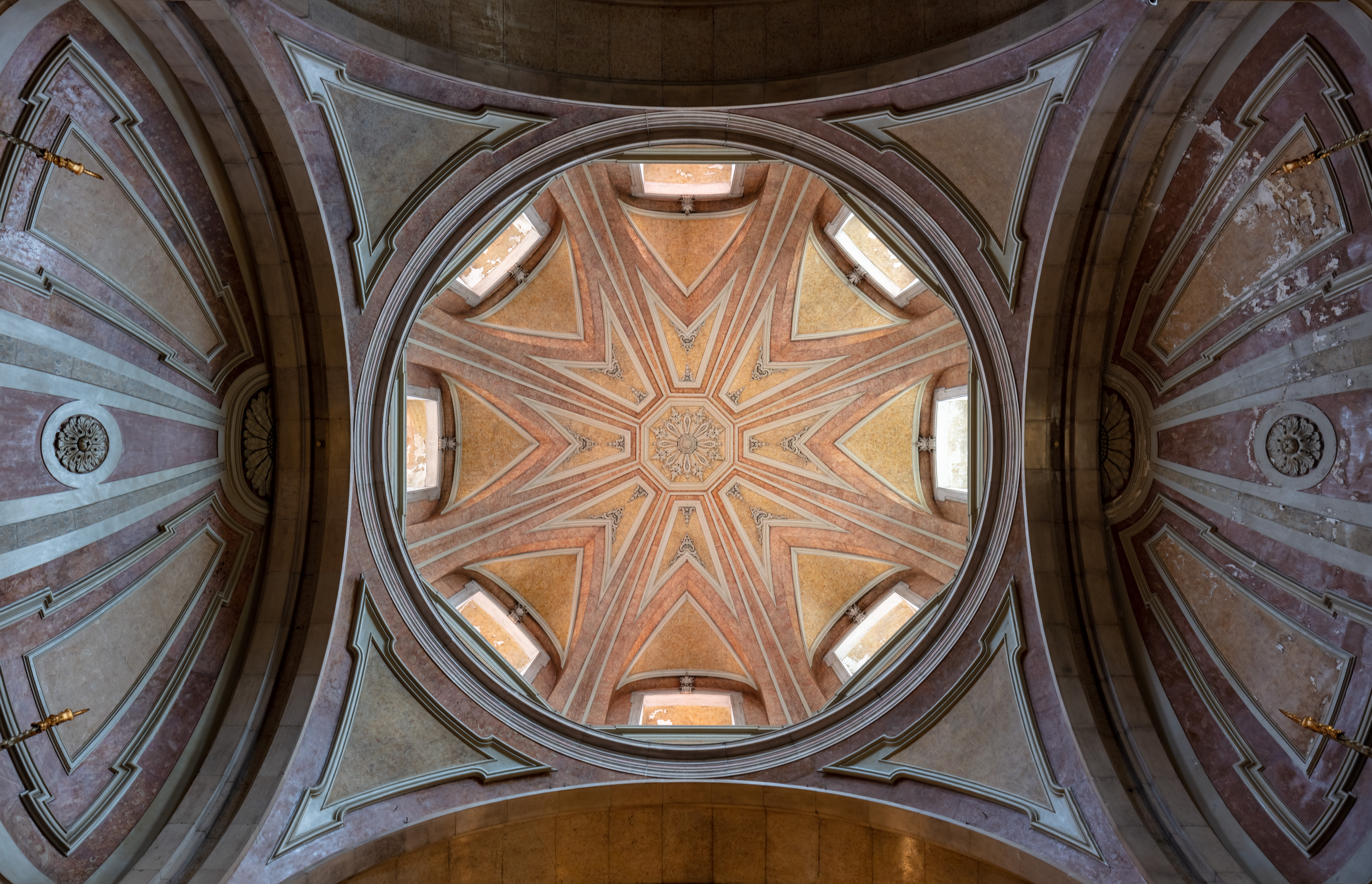
Bóveda.